# Goodyera procera
Goodyera procera är en orkidéart som först beskrevs av Ker Gawl., och fick sitt nu gällande namn av William Jackson Hooker. Goodyera procera ingår i släktet knärötter, och familjen orkidéer. Inga underarter finns listade i Catalogue of Life.

## Bildgalleri

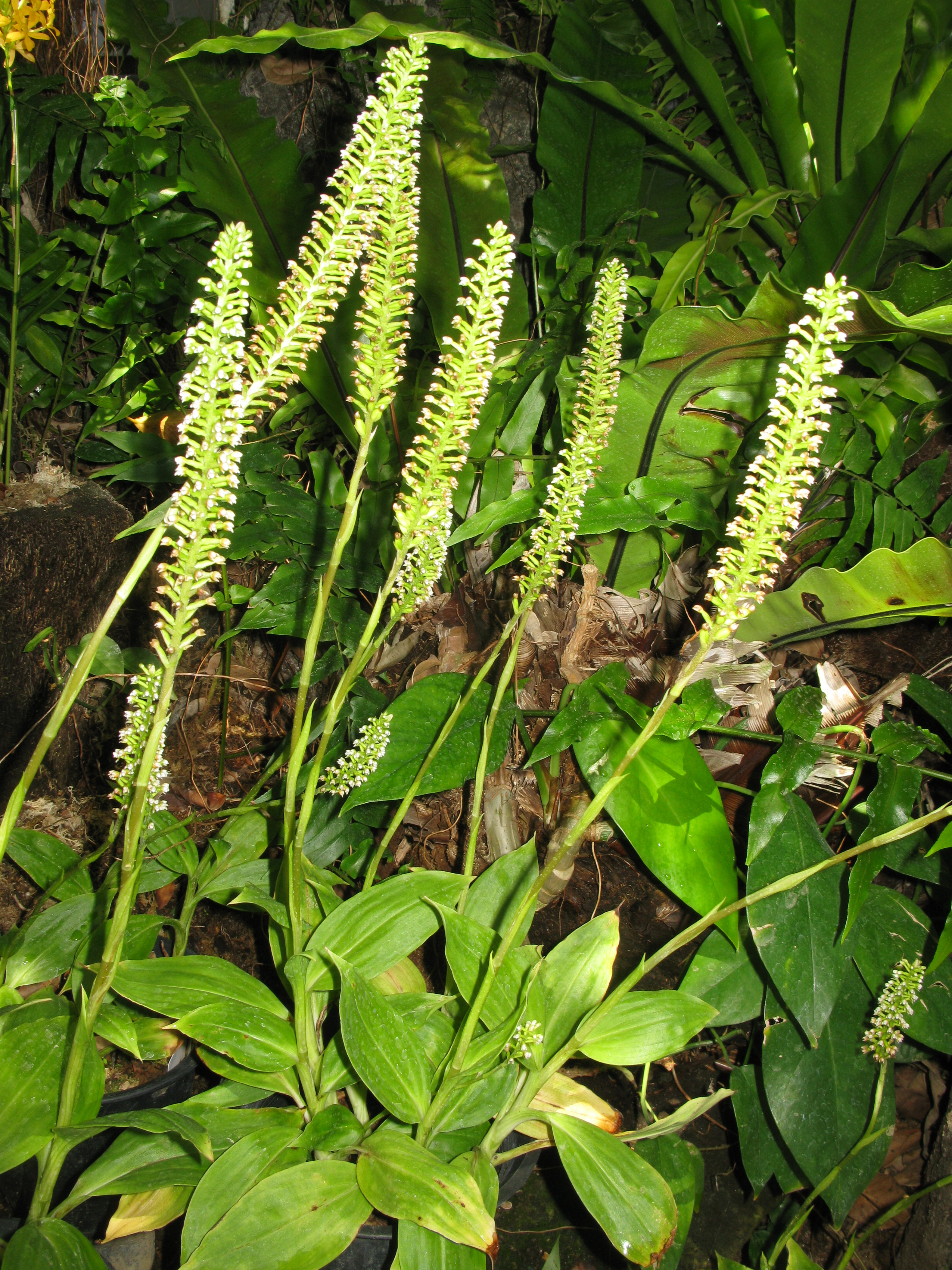
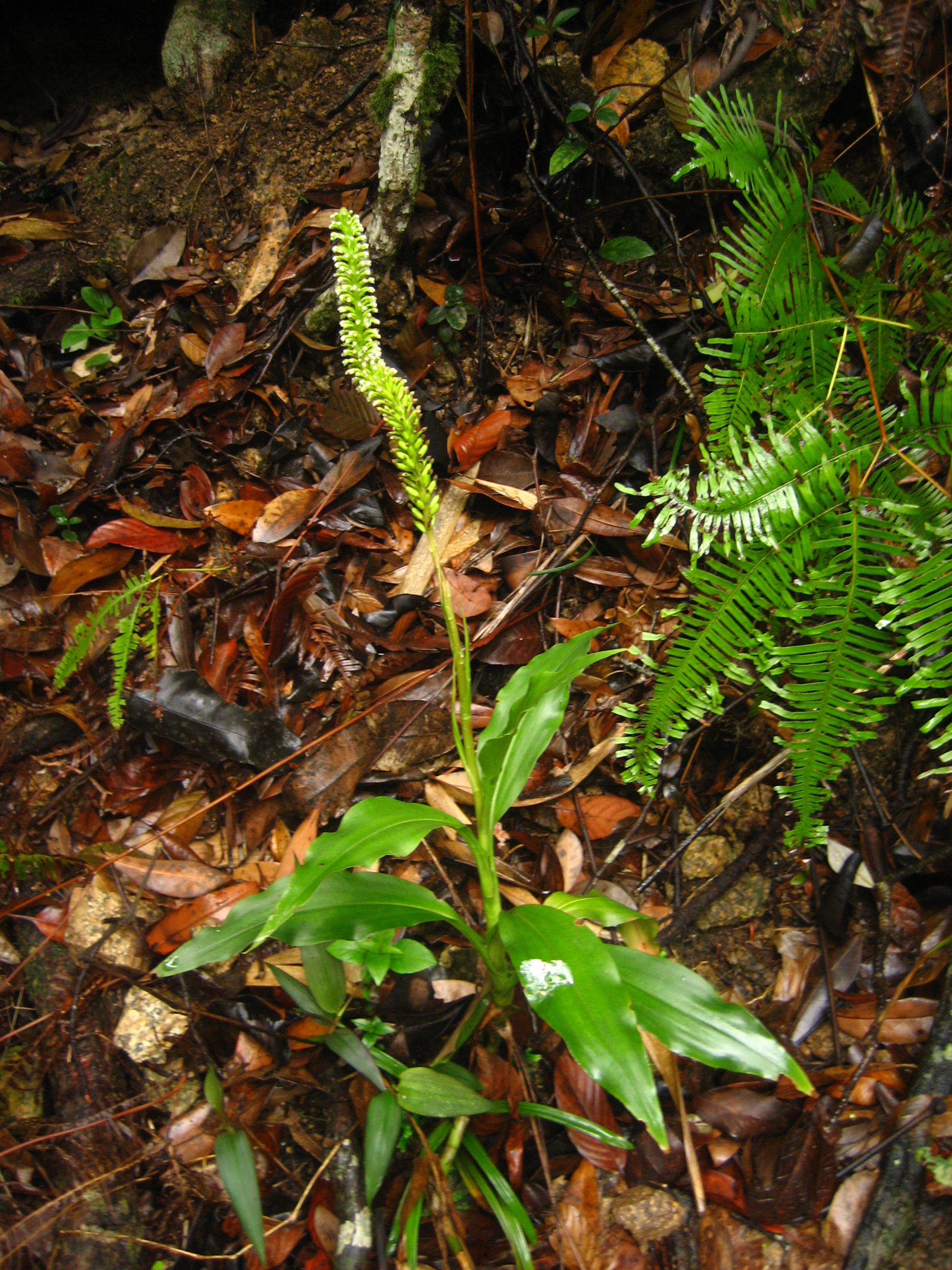
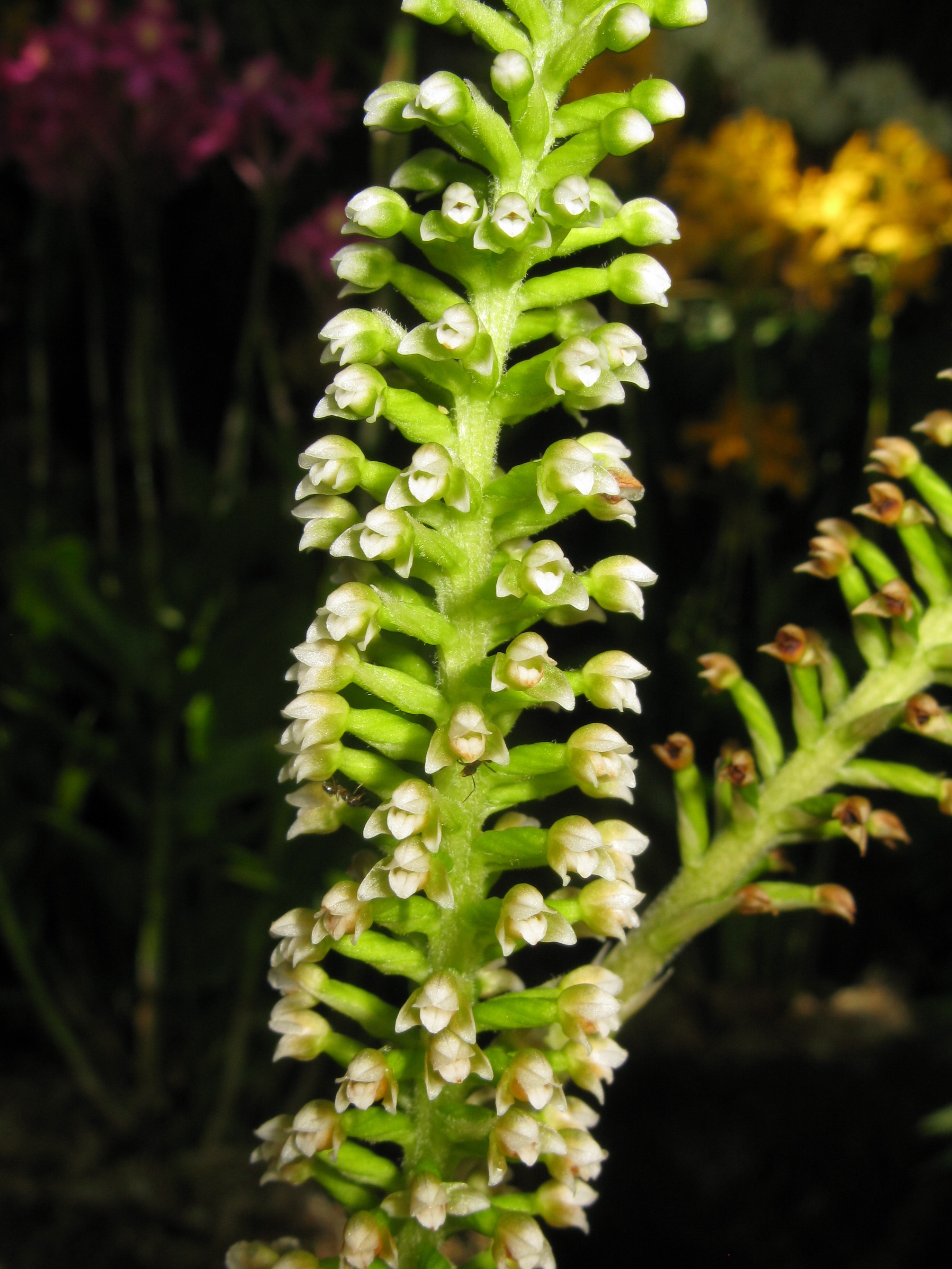
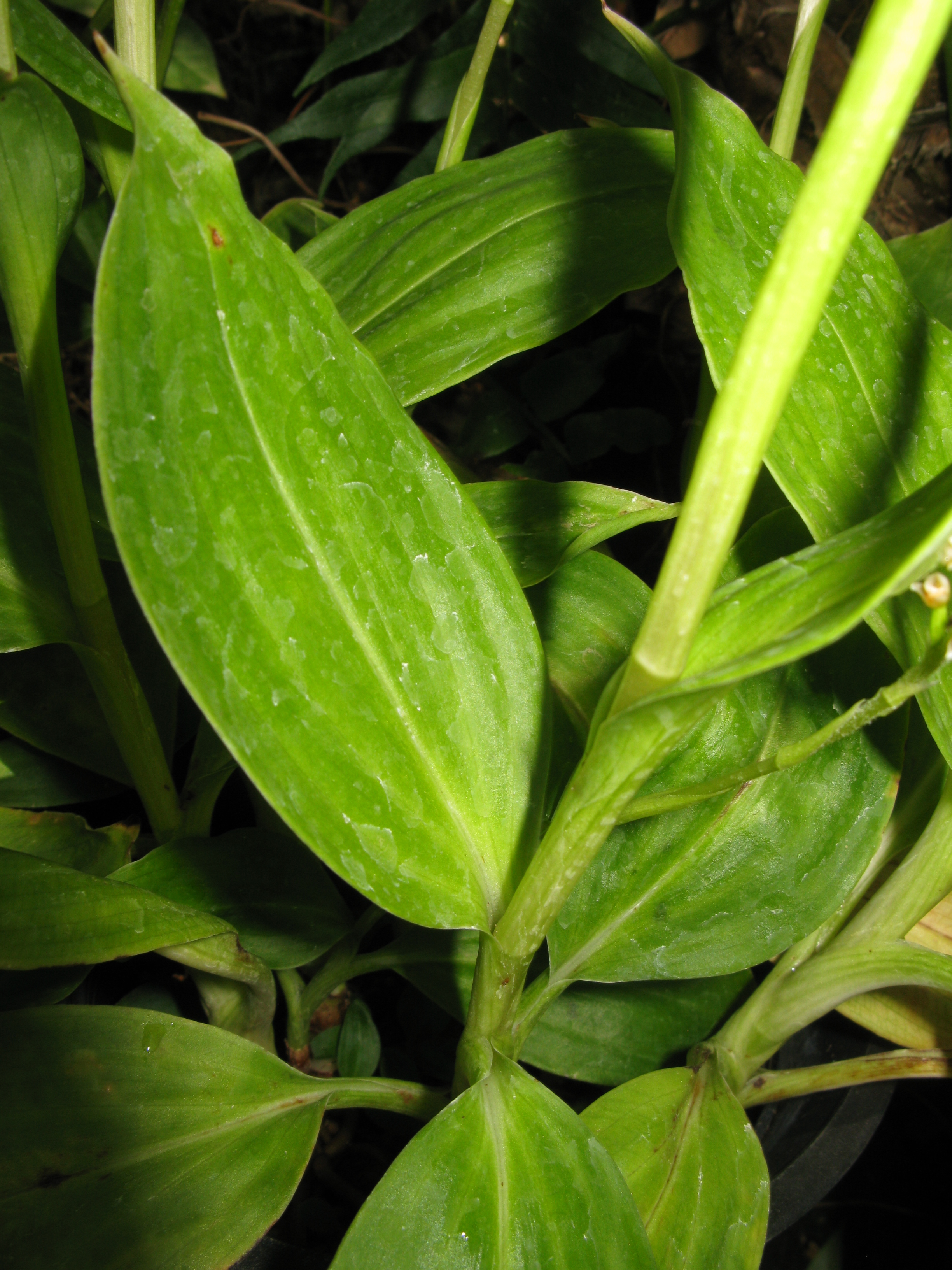